# Ave Maria (Вавилов)
Ave Maria — произведение советского гитариста, лютниста и композитора Владимира Вавилова, одна из самых известных музыкальных мистификаций. Ария была записана в конце 1960-х годов и издана в 1970 году на пластинке «Лютневая музыка XVI—XVII веков». При первом издании была приписана «неизвестному композитору», а затем стали указывать имя итальянского композитора Джулио Каччини.

## История
«Аве Марию» Вавилов сочинил, по всей видимости, в 1960-е годы для концертов «старинной музыки», в которых он принимал участие. Певица Надежда Дроздова-Вайнер, участница первой аудиозаписи «Ave Maria», вспоминала:

До меня, когда Владимир Вавилов ещё только начал концертировать с программой старинной музыки, с ним выступала Лидия Орлова. Но если говорить о первом профессиональном исполнении, об исполнении для издания пластинки, то перед вами первый исполнитель этой арии. Меня нашёл Марк Шахин — я тогда училась в [Ленинградской?] консерватории на третьем курсе, — нашёл и познакомил с Вавиловым.

В 1975 году Всесоюзная студия грамзаписи «Мелодия» выпустила альбом Ирины Богачёвой «Старинные арии», где «Ave Maria» была приписана Джулио Каччини. По словам певицы:

Ноты с музыкой Каччини мне как раз принёс Владимир Вавилов. Он тогда мне и сказал, что это пьеса Каччини. Мы записали арию ещё до того, как он умер. Я с ней часто выступала. Владимир Вавилов мне и аккомпанировал на лютне и в концертах, и во время записи.

Арию исполняла Ирина Архипова (записала её в 1987 году). Автором новой аранжировки с начальным соло на трубе, стал органист Олег Янченко.
В 1994 году латвийская певица Инесса Галанте записала в Риге эту версию «Ave Maria», вошедшую в её диск «Debut», выпущенный в Германии год спустя. Возможно, «именно Инесса Галанте дала старт триумфальному шествию „Ave Maria“ по всему миру».

## Известные записи
- 1970 — Владимир Вавилов (вокал Надежда Вайнер)
- 1975 — Ирина Богачёва, альбом «Старинные арии»
- 1987 — Ирина Архипова, аранжировка Олега Янченко
- 1994 — Инесса Галанте, arranged for organ, on the live CD Musica Sacra, Campion label
- 1995 — Инесса Галанте, arranged by Georgs Brinums on the album Debut, Campion label
- 1997 — Лесли Гарретт, аранжировка Ника Ингмана, альбом A Soprano Inspired
- 1998 — Шарлотта Чёрч, аранжировка Ника Ингмана, альбом Voice of an Angel
- 1998 — Джулиан Ллойд Уэббер, альбом Cello Moods
- 1999 — Андреа Бочелли (в оркестровке Стивена Меркурио; CD-альбом Sacred Arias)
- 2001 — Суми Йо (в оркестровке Ст. Меркурио; CD-альбом Prayers)
- 2005 — Хейли Вестенра (в оркестровке Ст. Меркурио; CD-альбом Odyssey)
- 2007 — Арно Рауниг, альбом Ave Maria. (22 произведения Ave Maria)
- 2008 — Kokia, альбом The Voice
- 2008 — Libera (вокал Том Калли) — New Dawn
- 2014 — Элина Гаранча, альбом Meditation
- 2014 — Джеки Иванко, альбом Awakening
- 2015 — Амира Виллигхаген, альбом Merry Christmas
- 2015 — Тарья Турунен, альбом Ave Maria — En Plein Air
- 2021 — Юсиф Эйвазов, в рамках телешоу "Маска" (маска Ламы) на телеканале НТВ, альбом Маска. 12 выпуск (Финал), WeiT Media label